# Região Östergötland
A Região Östergötland (em sueco: Region Östergötland;  PRONÚNCIA DE ÖSTERGÖTLAND) é uma autarquia regional - responsável pela saúde, transportes públicos e desenvolvimento regional – na área geográfica do condado da Östergötland.

É constituída por 13 comunas, tem uma área de 10 557,43 km² e uma população de 471 964 habitantes (2024).

## Áreas de responsabilidade
Tem como função principal a definição de políticas e a gestão da saúde pública, dos serviços de saúde, dos cuidados dentários, dos transportes públicos, da infraestrutura, do ensino e da cultura, assim como de coordenar as medidas de desenvolvimento regional.

### Assistência médica

#### Hospitais
Entre os hospitais da Região Östergötland estão:
- Hospital Universitário de Linköping, em Linköping
- Vrinnevisjukhuset, em Norrköping
- Lasarettet i Motala, em Motala

#### Centros de saúde
A Região gere ou tutela 40 centros de saúde, públicos ou privados.

#### Clínicas públicas de cuidados dentários
A região gere as clínicas públicas de cuidados dentários (folktandvårdsklinik).

### Transportes públicos
A Região é proprietária da empresa regional de transportes públicos:
- AB Östgötatrafiken

### Instituições regionais de ensino e cultura
- Lunnevads Folkhögskola (Escola Superior Popular de Lunnevad)
- Naturbruksgymnasiet (Escola secundário de agricultura e silvicultura)

## Organização política da região

As "Regiões político-administrativas" da Suécia
E – Região Östergötland

As região constitui um nível intermédio entre o estado (staten) e os municípios (kommunerna) do condado.

### Órgão político e administrativo regional
A Região Östergötland é dirigida por uma assembleia regional (regionfullmäktige), composta por 101 deputados regionais eleitos por 4 anos.

Esta assembleia elege por sua vez um governo regional executivo (regionstyrelse), constituído por 17 desses deputados, tanto da maioria política como da oposição.

### A região e o condado
A Região Östergötland coexiste dentro do Condado da Östergötland com o ”Conselho Administrativo do Condado da Östergötland” (Länsstyrelsen i Östergötlands län).

Enquanto que a região (region) é um órgão político, eleito pelos cidadãos e responsável pela saúde, transportes públicos e desenvolvimento regional, o conselho administrativo do condado (länsstyrelsen) é um órgão local do estado, com a missão de executar nesse mesmo condado as tarefas administrativas do estado - defesa civil, assistência social, proteção do ambiente e realização de eleições gerais, etc...  

### A região na União Europeia
No âmbito da União Europeia, a Região Östergötland exerce as suas funções no território consignado ao Condado da Östergötland, o qual é uma unidade estatística do tipo (Nuts 3).